# Operazione Postmaster

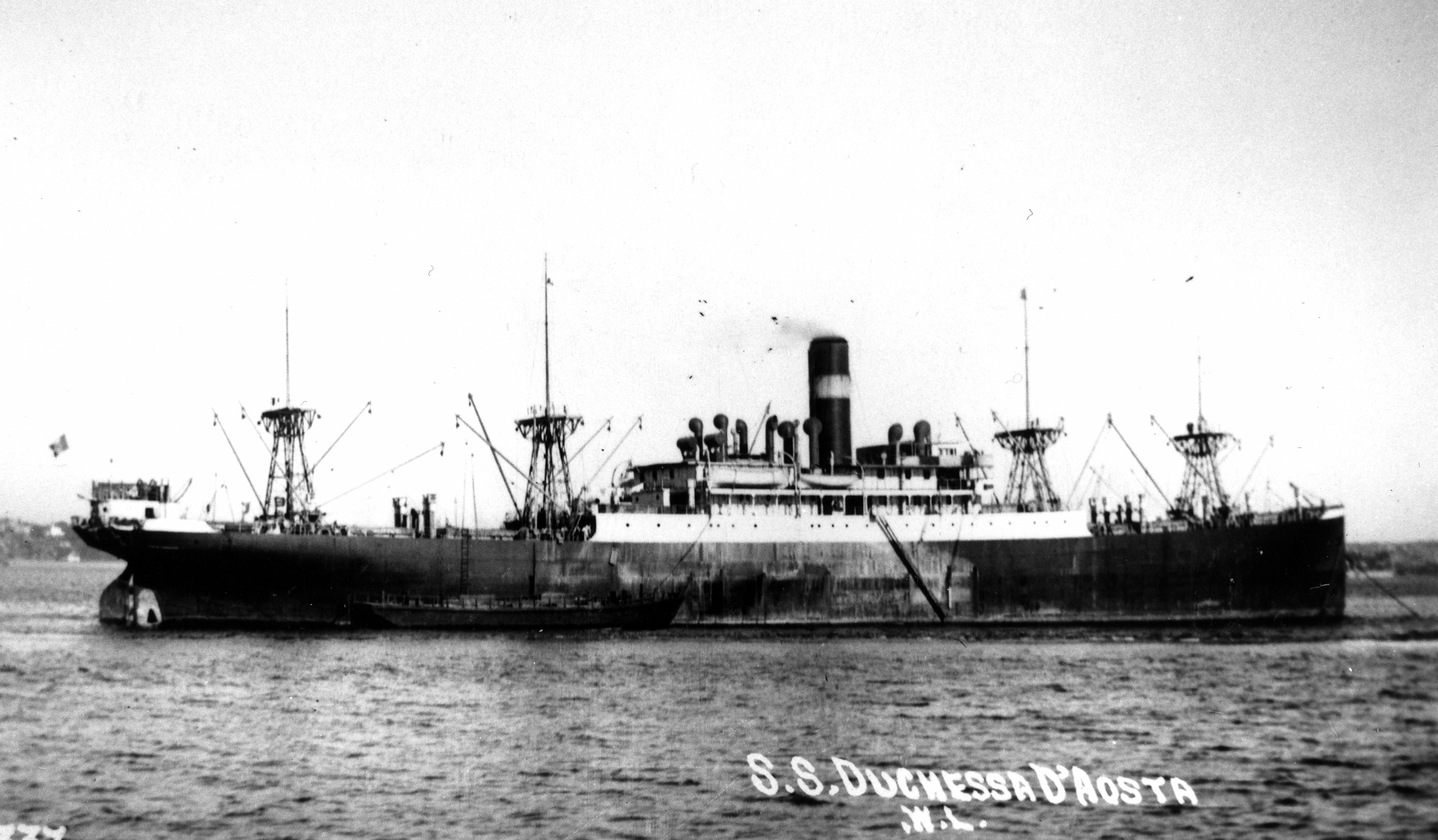
La Duchessa d'Aosta

L'operazione Postmaster fu condotta da unità britanniche nel gennaio 1942 in Guinea Equatoriale (all'epoca Guinea spagnola), nel quadro della battaglia dell'Atlantico della seconda guerra mondiale. L'azione segreta avvenne nel capoluogo Santa Isabel sull'isola di Fernando Pó (oggi, rispettivamente, Malabo e Bioko), nel golfo di Guinea. La missione fu compiuta da un gruppo del Commando N.º 62, lo Small Scale Raiding Force (SSRF, ossia Forza da Raid su Scala Ridotta), e da un'unità dello Special Operations Executive (SOE). Il loro obiettivo era di abbordare le navi italiane e tedesche presenti nella baia e condurle poi a Lagos, nell'allora Colonia britannica della Nigeria. Il gruppo dell'SSRF, al comando del maggiore Gus March-Phillipps lasciò la Gran Bretagna nell'agosto 1941 navigando a bordo del peschereccio Maid of Honour, diretto alla colonia spagnola.
Le autorità britanniche nell'area si rifiutarono di supportare il raid, che consideravano una violazione nella neutralità spagnola, ma il via libera all'operazione giunse comunque dal Foreign Office. Il 14 gennaio 1942, mentre gli equipaggi delle imbarcazioni italo-tedesche erano impegnati ad una festa organizzata da un agente dell'SOE, i commando entrarono nel porto abbordarono le tre navi, sopraffacendo i membri dell'equipaggio rimasti a bordo, e salparono con esse. Il successo accrebbe la reputazione dell'SOE in un momento cruciale del conflitto e diede dimostrazione della sua abilità di pianificare e condurre operazioni segrete, al di là delle considerazioni politiche.

## Gli antefatti
Nel 1941, l'Ammiragliato britannico cominciò a ricevere rapporti secondo cui gli U-Boot tedeschi stavano usando i fiumi nell'Africa occidentale controllata dalla Francia di Vichy come basi per i rifornimenti, in particolare di carburante. L'unità selezionata per investigare e confermare questi rapporti fu il gruppo Commando N.º 62, l'SSRF, formato quello stesso anno da un piccolo gruppo di cinquantacinque commando, con lo scopo di cooperare con l'SOE. Operativamente, il Commando N.º 62 era sotto il controllo del dipartimento Combined Operations Headquarters (Quartieri Generali per le Operazioni Combinate) del War Office e agli ordini del maggiore Gus March-Phillipps.
La Maid of Honour, un peschereccio da 65 tonnellate, lasciò la baia di Poole il 9 agosto 1941, diretto verso l'Africa occidentale. I cinque dell'equipaggio erano proprio agli ordini di March-Phillipps. I rimanenti uomini scelti per l'operazione, agli ordini del capitano dei Royal Marines Geoffrey Appleyard, erano già salpati a bordo di una nave adibita al trasporto truppe. Il 20 settembre 1941, dopo sei settimane di navigazione, la Maid of Honour raggiunse Freetown, nel Protettorato del Sierra Leone, luogo convenuto dai due gruppi per il rendez-vous e raggiunto da Appleyard e i suoi uomini già alla fine di agosto. Una volta riunitisi, i due gruppi iniziarono la ricerca delle basi usate dai sottomarini tedeschi.
L'SOE aveva da tempo mantenuto una presenza in Africa occidentale, per poter osservare i francesi di Vichy, gli spagnoli e i portoghesi con l'intento di identificare e scovare ogni attività che potesse minacciare i possedimenti coloniali britannici. Mentre i commando erano alla ricerca delle basi per i sommergibili, gli agenti dell'SOE vennero a conoscenza dei tre vascelli all'ancora nel porto di Santa Isabel, sull'isola spagnola di Fernando Po, a circa 30 km dalla costa continentale, non lontano dalla Nigeria e dal Camerun britannico.
Le tre navi erano la Duchessa d'Aosta, un mercantile italiano da 8 500 tonnellate, il Likomba, un grosso rimorchiatore tedesco, e la Bibundi, una chiatta con motore diesel. La Duchessa d'Aosta possedeva una radio funzionante, perciò era considerata una minaccia, dato che poteva fornire ai tedeschi dettagli immediati sulle manovre navali degli Alleati. Il carico dichiarato della Duchessa d'Aosta era di 1 300 tonnellate di lana, 140 tonnellate di pelli, 600 tonnellate di materiali per concia, 1 800 tonnellate di copra, 250 tonnellate di fibre di amianto grezzo e oltre 500  tonnellate di lingotti di rame elettrolitico. La prima pagina del manifesto di cargo non venne presentato alle autorità spagnole e il capitano del mercantile si rifiutò di consegnarne i dettagli, portando a speculazioni sul fatto che trasportasse anche armi e munizioni. Durante la sua ispezione dell'isola, l'agente dell'SOE Leonard Guise tenne le navi sotto osservazione e, nell'agosto 1941, ideò un piano per impossessarsi del Likomba e disabilitare la Duchessa d'Aosta. L'approvazione per l'operazione militare in un porto neutrale venne dato dall'Ammiragliato britannico il 20 novembre 1941.
Per trasportare gli assaltatori sull'isola, furono consegnati due rimorchiatori dal Governatore della Colonia della Nigeria, il Vulcan e il Nuneaton. Gli assaltatori erano in tutto trentadue uomini: quattro agenti dell'SOE, undici Commando dell'SSRF e diciassette locali, arruolati per governare i due rimorchiatori. La missione subì un duro colpo quando il General Officer Commanding (GOC) del Comando Africa Occidentale, il generale George Giffard, rifiutò di supportare la missione. Egli si oppose infatti alla partecipazione dei diciassette locali, citando la compromissione di alcuni piani imprecisati che aveva in mente, aggiungendo che l'azione sarebbe stata vista come un atto di pirateria e avrebbe potuto avere delle ripercussioni. Rispondendo alle preoccupazioni del generale, l'Ammiragliato sospese l'operazione. Anche il Foreign Office non era favorevole all'azione, né l'ambasciata britannica a Madrid, la quale temeva la possibile reazione del Governo spagnolo. Il via libera finale, infine approvato dal Foreign Office, non venne dato prima del 6 gennaio 1942, sulla base del fatto che, nonostante il sospetto di un coinvolgimento britannico fosse inevitabile, ciò che contava era che non fosse lasciata alcuna prova tangibile. Per sicurezza, l'Ammiragliato inviò l'HMS Violet, una corvetta di classe Flower, ad incrociare i vascelli portati in acque internazionali dagli assaltatori, per dare adito alla finta storia di averle intercettate casualmente mentre queste facevano rotta verso l'Europa.

## La missione

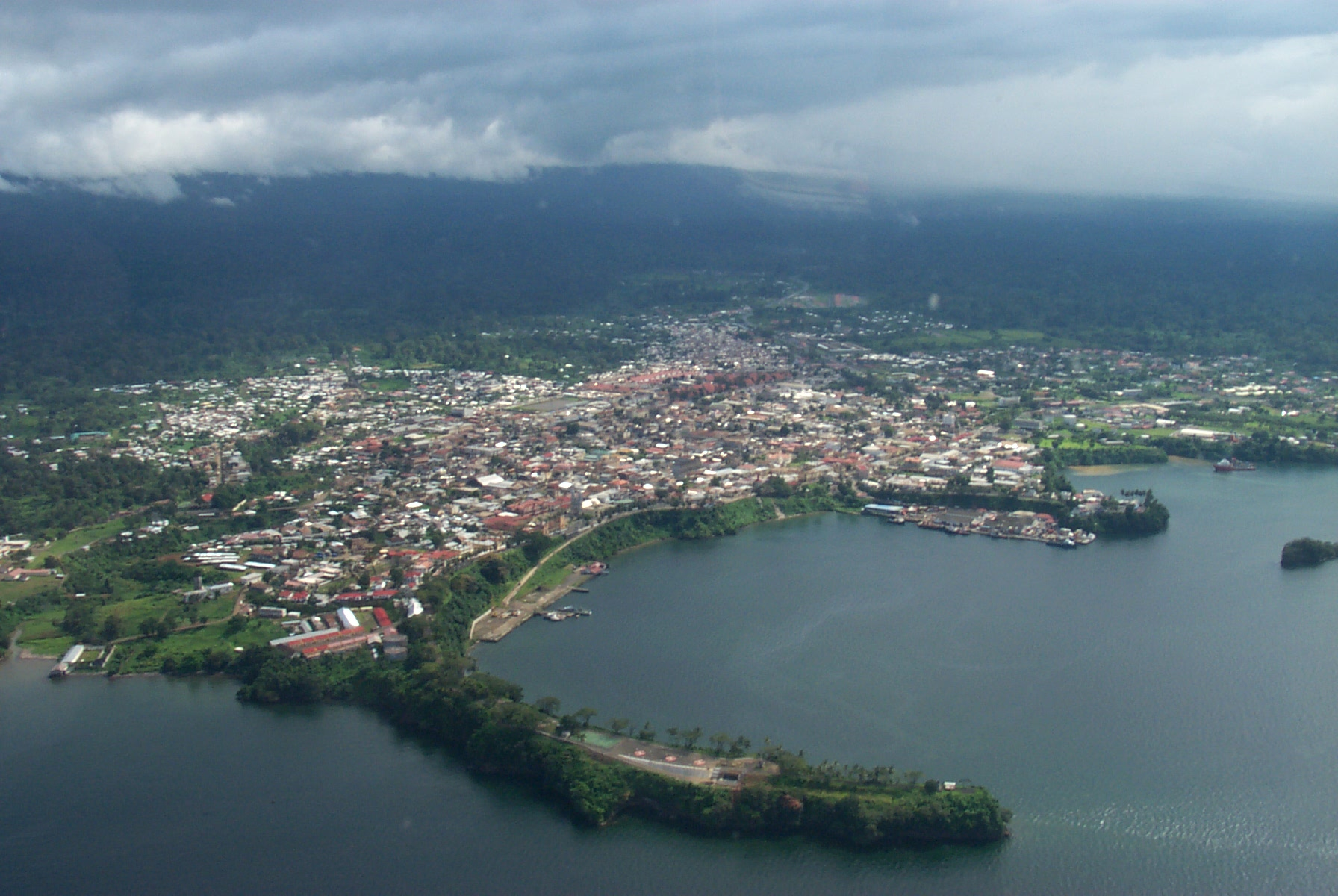
Vista aerea di Malabo (Santa Isabel) nel 2007

L'agente dell'SOE Richard Lippett aveva ottenuto un impiego nella compagnia John Holt & Co. di Liverpool, la quale possedeva degli uffici sull'isola. Assunto un incarico lì, Lippett cominciò i preparativi per l'operazione. Scoprì che l'equipaggio della Duchessa d'Aosta avrebbe partecipato volentieri ad una festa sull'isola, nonostante ne avessero fatta una a bordo della nave da poco, il 6 gennaio. Fingendosi anche lui un festaiolo, Lippett riuscì a ottenere informazioni su quanto il mercantile fosse pronto per salpare, sul numero di membri dell'equipaggio e sulla disposizione del personale di guardia.
Gli assaltatori lasciarono Lagos la mattina dell'11 gennaio 1942 e, durante il viaggio, si allenarono a mettere in acqua delle canoe e ad abbordare le navi, agli ordini del capitano Graham Hayes. Giunsero alla baia di Santa Isabel la sera del 14 gennaio e, rispettivamente alle 23:15 e 23:30, i due rimorchiatori furono in posizione, 180 metri al largo della baia. A riva, Lippett era riuscito ad organizzare una festa e a invitare i dodici ufficiali italiani della Duchessa d'Aosta e due ufficiali tedeschi del Likomba.
I due gruppi di assaltatori si radunarono sui ponti dei rimorchiatori mentre facevano il loro ingresso nella baia. Il gruppo della Vulcan, guidato da March-Phillipps e il suo secondo in comando Appleyard, puntò sulla Duchessa d'Aosta. Avvicinatisi, furono avvistati da alcuni uomini sul ponte del mercantile, i quali si limitarono a puntare una torcia sul rimorchiatore per poi non badarvi più. Nel frattempo, le canoe al comando di Hayes, messe in acqua dal rimorchiatore Nuneaton, pagaiarono in direzione del Likomba e del Bibundi, che erano ormeggiate assieme. Fermati da un uomo di guardia sul Bibundi, gli assaltatori risposero che era il capitano della nave che stava tornando a bordo. Il Bibundi fu quindi abbordato, assieme al Likomba, e le due guardie furono costrette a tuffarsi in acqua. Dopo aver piazzato delle cariche esplosive alle catene delle ancore, i commando guidarono la Nuneaton presso il Likomba per rimorchiare lei e il Bibundi.

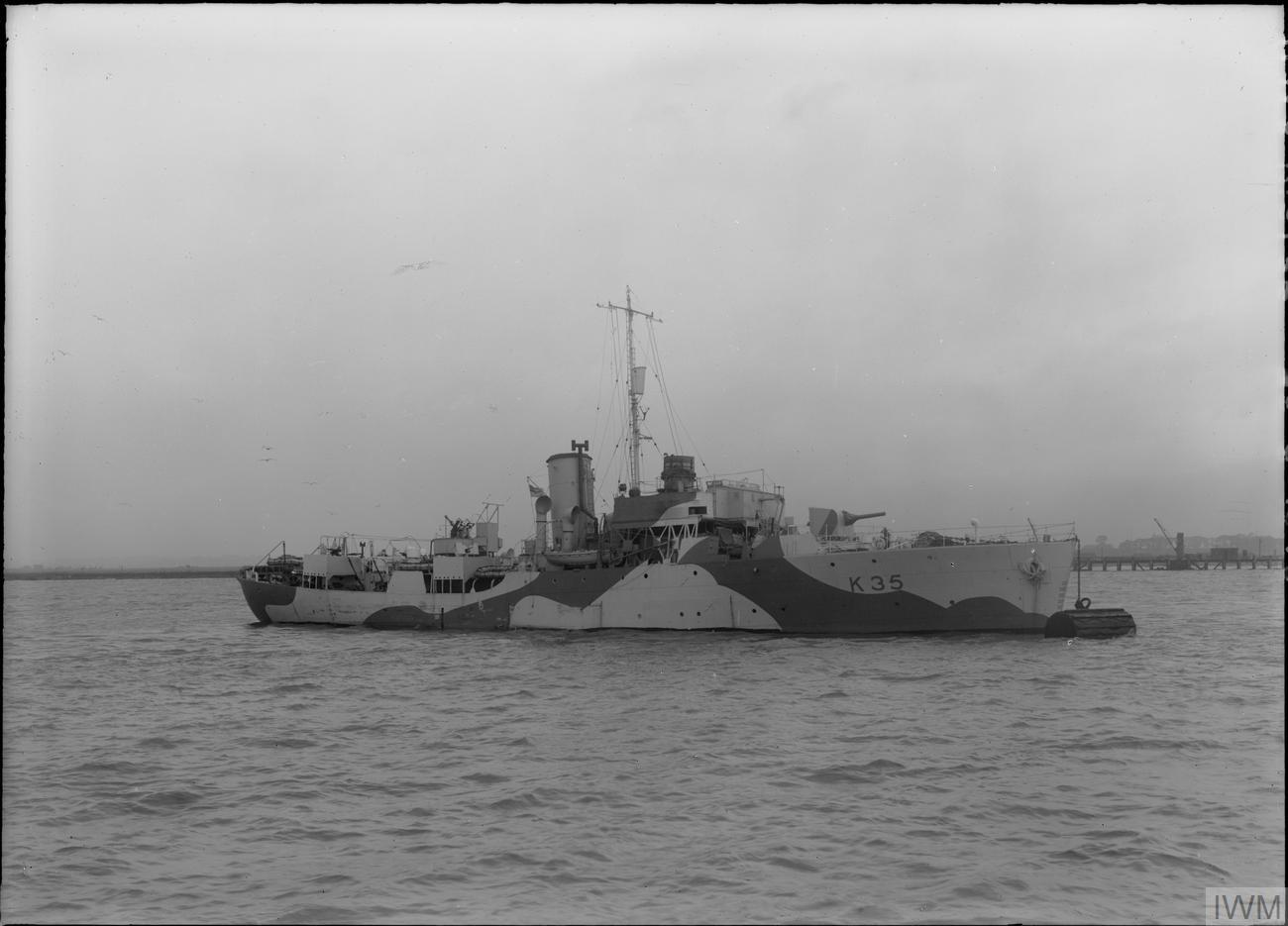
La corvetta HMS Violet

Quando furono pronti, le cariche furono fatte detonare, rilasciando le ancore, e il Nuneaton cominciò a trainare il Likomba fuori dalla baia. Gli undici uomini del Vulcan erano riusciti a salire a bordo della Duchessa d'Aosta e, mentre un gruppo piazzava le cariche esplosive sulle catene dell'ancora, il resto perquisì i ponti inferiori facendo prigionieri i marinai che erano rimasti a bordo. Esplosa la catena, il Vulcan cominciò a rimorchiare la Duchessa d'Aosta in mare aperto. Le varie esplosioni allertarono la popolazione di Santa Isabel, che iniziò a radunarsi sul molo, ma nessuno cercò di fermarli. Diverse postazioni antiaeree aprirono il fuoco verso obiettivi immaginari, credendo che le esplosioni fossero causate da un attacco aereo, mentre i cannoni costieri da 6 pollici, che proteggevano la baia da attacchi navali, non aprirono il fuoco. Dal loro ingresso nella baia fino all'uscita con le navi a rimorchio, l'intera operazione durò trenta minuti, senza perdite tra gli assaltatori.
Al largo dell'isola, il 15 gennaio, March-Phillips organizzò dei turni di guardia e piazzò degli uomini a sorvegliare i ventinove prigionieri. Alla sera, cominciarono ad avere problemi con i motori di un rimorchiatore e con le funi da traino sui vascelli catturati. Il giorno successivo, la Vulcan raggiunse il luogo di incontro stabilito e venne "catturata" dall'HMS Violet. La Nuneaton, invece, ebbe definitivamente un guasto ai motori, ma riuscì a contattare la carboniera nigeriana Ilorin, tramite alfabeto semaforico, la quale inviò un messaggio a Lagos, da dove salpò un altro rimorchiatore che infine la trainò in porto.

## Conseguenze
Lo Special Operations Executive riuscì così a dimostrare la sua abilità nelle operazioni sotto copertura, non importa quali potessero essere le conseguenze politiche. Hugh Dalton, il ministro a cui l'SOE faceva capo, informò subito il Primo Ministro Winston Churchill sulla riuscita dell'operazione. Aggiunse, inoltre, che "altri Governi neutrali sarebbero rimasti colpiti dal fatto che la Gran Bretagna avrebbe, se necessario, messo da parte le formalità legali sulla guerra nel tentativo di vincerla". L'agente SOE in carico della sezione relativa all'Africa scrisse un rapporto al direttore dell'SOE Colin Gubbins dove rifletteva sul successo di Postmaster: "forse la prossima volta non sarà necessario dilungarsi in negoziati prima di eseguire un'operazione di 30 minuti".
Il Governo spagnolo divenne furibondo, vedendo l'assalto come una violazione della propria neutralità. Il ministro degli Esteri Ramón Serrano Súñer descrisse l'operazione come un "intollerabile attacco alla nostra sovranità, nessuno spagnolo può non rimanere scosso da questo atto di pirateria commesso in spregio a tutti i diritti e nelle acque di nostra giurisdizione. Non siate sorpresi, se risponderemo con l'azione che la questione pone, quella delle armi". In Germania, i radiogiornali riportarono che un "cacciatorpediniere britannico è entrato nella baia e ha sganciato bombe di profondità per staccare le ancore" e che "l'equipaggio del mercantile è stato fucilato". Il 21 gennaio, il Völkischer Beobachter pubblicò un articolo dal titolo "Negazioni britanniche – L'Ammiragliato mente sull'atto di pirateria". L'intelligence navale britannico emise un suo comunicato: "Riguardo alle accuse tedesche che le forze navali degli Alleati avrebbero eseguito operazione di furto contro navi dell'Asse nel porto spagnolo di Santa Isabel, Fernando Po, l'Ammiragliato britannico considera necessario affermare che nessun vascello britannico era nelle vicinanze... Come risultato... relativamente alla trasmissione tedesca, il Comandante in capo britannico ha inviato pattuglie in ricognizione nell'area. Un rapporto è appena stato ricevuto secondo cui una grande e non identificata nave è stata avvistata e vascelli britannici stanno procedendo verso di essa per investigare".
I dettagli dell'operazione furono tenuti segreti persino ai capi dello staff militare britannici, i quali vennero solo informati, il 18 gennaio 1942, che la Duchessa d'Aosta era stata intercettata 370 km al largo della Nigeria e portata a Lagos.
Richard Lippett, rimasto sull'isola di Ferdinando Po, venne interrogato dalle autorità spagnole il 17 gennaio 1942. Lippett riuscì a convincerli che non aveva nulla a che fare con la partenza delle navi, né di aver speso soldi per la festa degli equipaggi. L'agente venne infine rilasciato dalla custodia il 27 gennaio, ma gli venne impedito di lasciare l'isola. Lippett la lasciò comunque, in segreto, a bordo di una canoa, giungendo in territorio britannico il 1º marzo 1942. Dopo l'operazione, la Maid of Honour fu lasciata a Lagos e infine venduta al Governo coloniale della Sierra Leone come peschereccio convertito. La Duchessa d'Aosta venne invece spedita a Greenock e affidata alla Canadian Pacific Railway con il nome di Empire Yukon, per nome del Ministero dei Trasporti della Guerra. La Likomba fu invece gestita dalla Elder Dempster Lines, che la rinominò Malakel nel 1947, per poi venderla alla Liberia nel 1948.
A seguito dell'operazione, March-Phillipps ricevette la Distinguished Service Order, Hays ricevette la Military Cross, mentre Appleyard una barra da medaglia, che venne aggiunta alla sua Military Cross che già possedeva. Lippett e Guise divennero entrambi membri dell'Ordine dell'Impero Britannico. Uno dei commando, l'unico marinaio di professione, il soldato Anders Lassen, fu il primo a salire a bordo della Duchessa d'Aosta. Per l'efficienza dimostrata nel condurre la nave fuori dalla baia, Lassen venne promosso ufficiale sul campo ricevendo poi la Military Cross.
March-Phillipps rimase ucciso durante l'operazione Aquatint, nella Francia occupata, nel settembre 1942. Nella medesima missione, Hayes evitò la cattura e raggiunse il confine con la Spagna, solo per essere scoperto e consegnato ai tedeschi, i quali lo tennero in isolamento per nove mesi prima di fucilarlo il 13 luglio 1943. Applayard si unì, invece, allo Special Air Service e, nello stesso giorno in cui Hayes veniva fucilato, il suo aeroplano si schiantò tornando da una missione. Anche Lassen si unì allo Special Air Service e ricevette due barre da medaglia per la sua Military Cross, raggiungendo il grado di maggiore. Rimase infine ucciso in Italia nel 1945, per le cui azioni ricevette postumo la Victoria Cross.

## Filmografia
- Il ministero della guerra sporca (The Ministry of Ungentlemanly Warfare), regia di Guy Ritchie (2024)[37][38]